# Boxe nos Jogos Pan-Americanos de 2011
O boxe nos Jogos Pan-Americanos de 2011 foi realizado na Arena Expo Guadalajara, em Guadalajara, entre 21 e 29 de outubro. Foram disputadas dez categorias de peso no masculino e, pela primeira vez, três categorias femininas.

## Calendário
| Outubro | 13 | 14 | 15 | 16 | 17 | 18 | 19 | 20 | 21 | 22 | 23 | 24 | 25 | 26 | 27 | 28 | 29 | 30 |
| ------- | -- | -- | -- | -- | -- | -- | -- | -- | -- | -- | -- | -- | -- | -- | -- | -- | -- | -- |
| Boxe    |    |    |    |    |    |    |    |    |    |    |    |    |    |    |    | 6  | 7  |    |

|  | Dia de competição |  | Dia de final |

## Países participantes
Abaixo, a quantidade de atletas enviados por cada país, de acordo com o evento.
| CON                          | Masculino | Masculino | Masculino | Masculino | Masculino | Masculino | Masculino | Masculino | Masculino | Masculino | Feminino | Feminino | Feminino | Total |
| CON                          | –49 kg    | –52 kg    | –56 kg    | –60 kg    | –64 kg    | –69 kg    | –75 kg    | –81 kg    | –91 kg    | +91 kg    | –51 kg   | –60 kg   | –75 kg   | Total |
| ---------------------------- | --------- | --------- | --------- | --------- | --------- | --------- | --------- | --------- | --------- | --------- | -------- | -------- | -------- | ----- |
| ARG Argentina                | X         |           | X         |           | X         | X         |           |           | X         |           | X        | X        |          | 7     |
| BAH Bahamas                  |           |           |           |           | X         |           |           |           |           |           |          |          |          | 1     |
| BAR Barbados                 |           |           |           | X         |           |           |           |           | X         |           |          |          |          | 2     |
| BRA Brasil                   |           | X         | X         | X         | X         | X         | X         | X         |           |           |          | X        | X        | 9     |
| CAN Canadá                   |           |           | X         |           |           | X         | X         |           | X         |           | X        | X        | X        | 7     |
| CHI Chile                    |           |           |           |           |           | X         |           |           |           |           |          |          |          | 1     |
| COL Colômbia                 | X         | X         | X         | X         |           |           |           | X         | X         | X         | X        | X        |          | 9     |
| CRC Costa Rica               | X         |           |           |           |           |           |           |           |           |           | X        |          |          | 2     |
| CUB Cuba                     | X         | X         | X         | X         | X         | X         | X         | X         | X         | X         |          |          |          | 10    |
| DMA Dominica                 |           |           |           |           |           |           | X         |           |           |           |          |          |          | 1     |
| DOM República Dominicana     | X         | X         | X         | X         | X         | X         | X         | X         | X         | X         |          |          | X        | 11    |
| ECU Equador                  | X         | X         | X         | X         | X         | X         | X         | X         | X         | X         |          |          |          | 10    |
| ESA El Salvador              |           | X         |           |           |           |           | X         |           |           |           |          |          |          | 2     |
| GUA Guatemala                |           | X         |           |           | X         |           |           |           |           |           |          |          |          | 2     |
| JAM Jamaica                  |           |           |           |           |           |           | X         |           |           |           |          |          |          | 1     |
| MEX México                   | X         | X         | X         | X         | X         | X         | X         | X         | X         | X         | X        | X        | X        | 13    |
| NCA Nicarágua                |           | X         |           | X         | X         |           |           |           |           |           |          |          | X        | 4     |
| PAN Panamá                   | X         |           |           |           | X         |           |           |           |           |           |          |          |          | 2     |
| PER Peru                     |           |           |           |           |           | X         |           |           |           |           |          |          |          | 1     |
| PUR Porto Rico               | X         |           | X         | X         | X         | X         |           | X         |           | X         |          | X        |          | 9     |
| TRI Trinidad e Tobago        |           |           |           |           |           |           | X         |           |           |           |          |          |          | 1     |
| USA Estados Unidos           |           | X         |           | X         |           | X         | X         | X         |           | X         | X        | X        | X        | 9     |
| VEN Venezuela                | X         |           | X         | X         | X         | X         | X         |           | X         | X         | X        |          |          | 9     |
| ISV Ilhas Virgens Americanas |           |           |           |           |           |           |           |           |           | X         |          |          | X        | 2     |
| Total: 24 Países             | 10        | 10        | 10        | 11        | 12        | 12        | 12        | 8         | 9         | 9         | 7        | 7        | 7        | 124   |

## Medalhistas
Masculino
| Evento                           | Ouro                          | Prata                                     | Bronze                                                             |
| -------------------------------- | ----------------------------- | ----------------------------------------- | ------------------------------------------------------------------ |
| Peso mosca-ligeiro detalhes      | Joselito Velázquez MEX México | Yosbany Veitia CUB Cuba                   | Jantony Ortiz PUR Porto Rico Juan Hererad DOM República Dominicana |
| Peso mosca detalhes              | Robeisy Ramírez CUB Cuba      | Dagoberto Agüero DOM República Dominicana | Braulio Ávila MEX México Julião Neto BRA Brasil                    |
| Peso galo detalhes               | Lázaro Álvarez CUB Cuba       | Óscar Valdez MEX México                   | Ángel Rodríguez VEN Venezuela Robenilson de Jesus BRA Brasil       |
| Peso leve detalhes               | Yasnier Toledo CUB Cuba       | Robson Conceição BRA Brasil               | Ángel Suárez PUR Porto Rico Ángel Gutiérrez MEX México             |
| Peso meio-médio-ligeiro detalhes | Roniel Iglesias CUB Cuba      | Valentino Knowles BAH Bahamas             | Yoelvis Hernández VEN Venezuela Everton Lopes BRA Brasil           |
| Peso meio-médio detalhes         | Carlos Banteux CUB Cuba       | Óscar Molina MEX México                   | Mian Hussain CAN Canadá Myke Carvalho BRA Brasil                   |
| Peso médio detalhes              | Emilio Correa CUB Cuba        | Jaime Cortez ECU Equador                  | Juan Carlos Rodríguez VEN Venezuela Brady Blair CAN Canadá         |
| Peso meio-pesado detalhes        | Julio La Cruz CUB Cuba        | Yamaguchi Florentino BRA Brasil           | Carlos Góngora ECU Equador Armando Piña MEX México                 |
| Peso pesado detalhes             | Lenier Pero CUB Cuba          | Julio Castillo ECU Equador                | Yamil Peralta ARG Argentina Anderson Emmanuel BAR Barbados         |
| Peso superpesado detalhes        | Ytalo Perea ECU Equador       | Juan Heracheta MEX México                 | Isaia Mena COL Colômbia Gerardo Bisbal PUR Porto Rico              |

Feminino
| Evento                           | Ouro                       | Prata                                     | Bronze                                                        |
| -------------------------------- | -------------------------- | ----------------------------------------- | ------------------------------------------------------------- |
| Peso mosca detalhes              | Mandy Bujold CAN Canadá    | Ingrit Valencia COL Colômbia              | Pamela Benavídez ARG Argentina Karlha Magliocco VEN Venezuela |
| Peso meio-médio-ligeiro detalhes | Kiria Tapia PUR Porto Rico | Erika Cruz MEX México                     | Sandra Bizier CAN Canadá Adela Peralta CUB Cuba               |
| Peso meio-pesado detalhes        | Mary Spencer CAN Canadá    | Yenebier Guillén DOM República Dominicana | Roseli Feitosa BRA Brasil Alma Ibarra MEX México              |

## Quadro de medalhas
| Ordem | País                     | Medalha de ouro | Medalha de prata | Medalha de bronze |    |
| ----- | ------------------------ | --------------- | ---------------- | ----------------- | -- |
| 1     | CUB Cuba                 | 8               | 1                |                   | 9  |
| 2     | CAN Canadá               | 2               |                  | 3                 | 5  |
| 3     | MEX México               | 1               | 4                | 4                 | 9  |
| 4     | ECU Equador              | 1               | 2                | 1                 | 4  |
| 5     | PUR Porto Rico           | 1               |                  | 3                 | 4  |
| 6     | BRA Brasil               |                 | 2                | 5                 | 7  |
| 7     | DOM República Dominicana |                 | 2                | 1                 | 3  |
| 8     | COL Colômbia             |                 | 1                | 1                 | 2  |
| 9     | BAH Bahamas              |                 | 1                |                   | 1  |
| 10    | VEN Venezuela            |                 |                  | 4                 | 4  |
| 11    | ARG Argentina            |                 |                  | 3                 | 3  |
| 12    | ECU Equador              |                 |                  | 1                 | 1  |
| TOTAL | TOTAL                    | 13              | 13               | 26                | 52 |